# Tempio della Luna (Pechino)

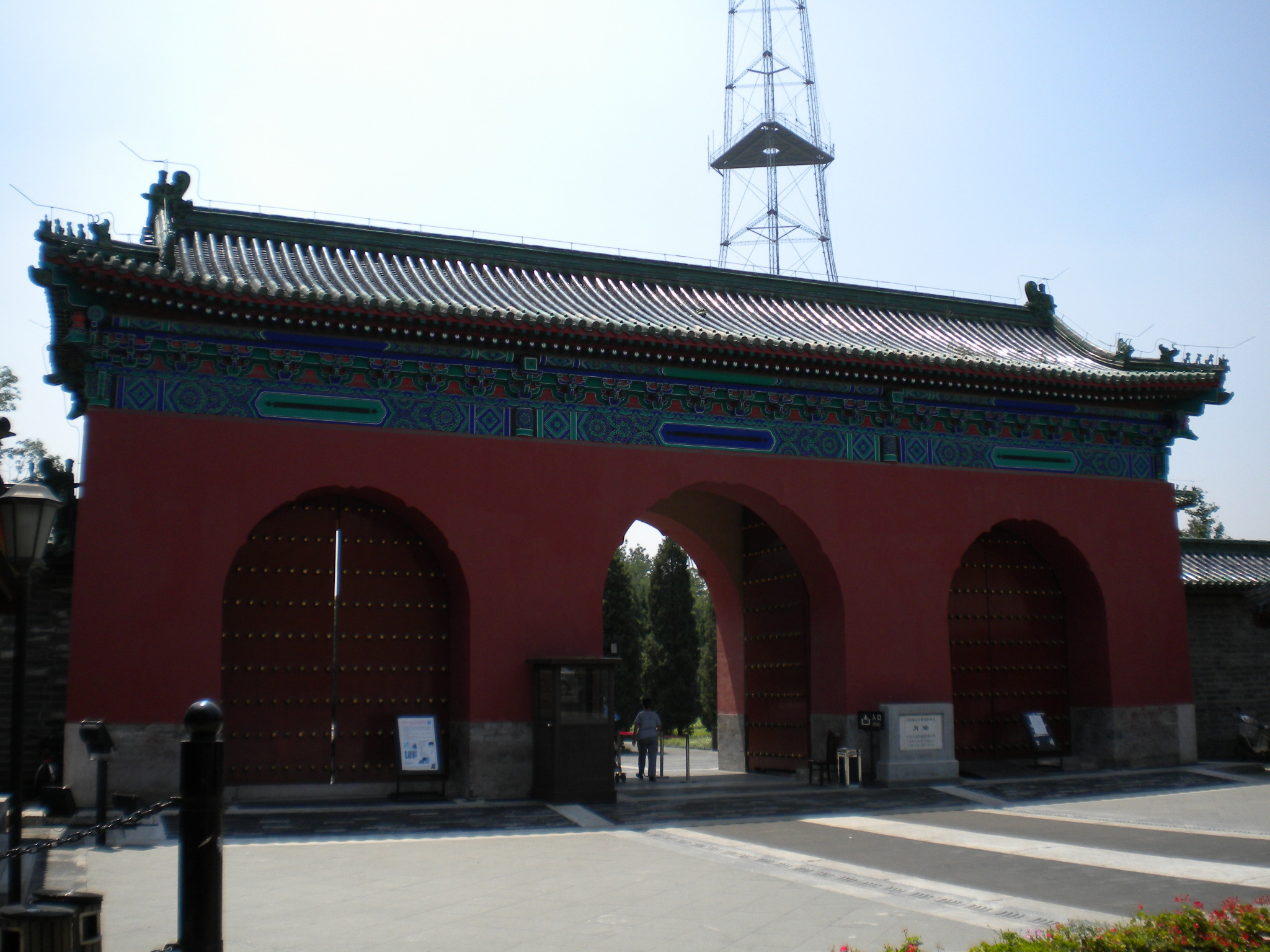
La Sacra Porta Settentrionale.

Il Tempio della Luna (in cinese: 月 壇T, 月 坛S, YuètánP) è un altare situato a Fuchengmen, nel distretto di Xicheng, nella parte occidentale di Pechino, in Cina. L'altare fu costruito nel 1530 per volontà degli imperatori della dinastia Ming (regnante l'imperatore Jiajing) che vi si recavano periodicamente per assolvere sacrifici rituali propiziatori in ragione della natura "celestiale" dell'autocrazia sinica. Il complesso sorse a occidente della cinta muraria cittadina e contestualmente all'erigenda del Tempio del Sole (a oriente della cinta) e del Tempio della Terra (a nord della cinta). Con la costruzioni di questi nuovi complessi templari, Jiajing andavano a concludere intorno alla città di Pechino il circolo di protezione geomantica (fondamentale per la religione popolare cinese) avviato dai suoi predecessori con la costruzione del Tempio del Cielo e del Tempio dell'Agricoltura a sud della capitale.
L'altare e il parco circostante si trovano oggi all'interno di un parco pubblico. L'altare non è più intatto ma rimangano le mura circostanti.